# Hrádek (u Nechanic)

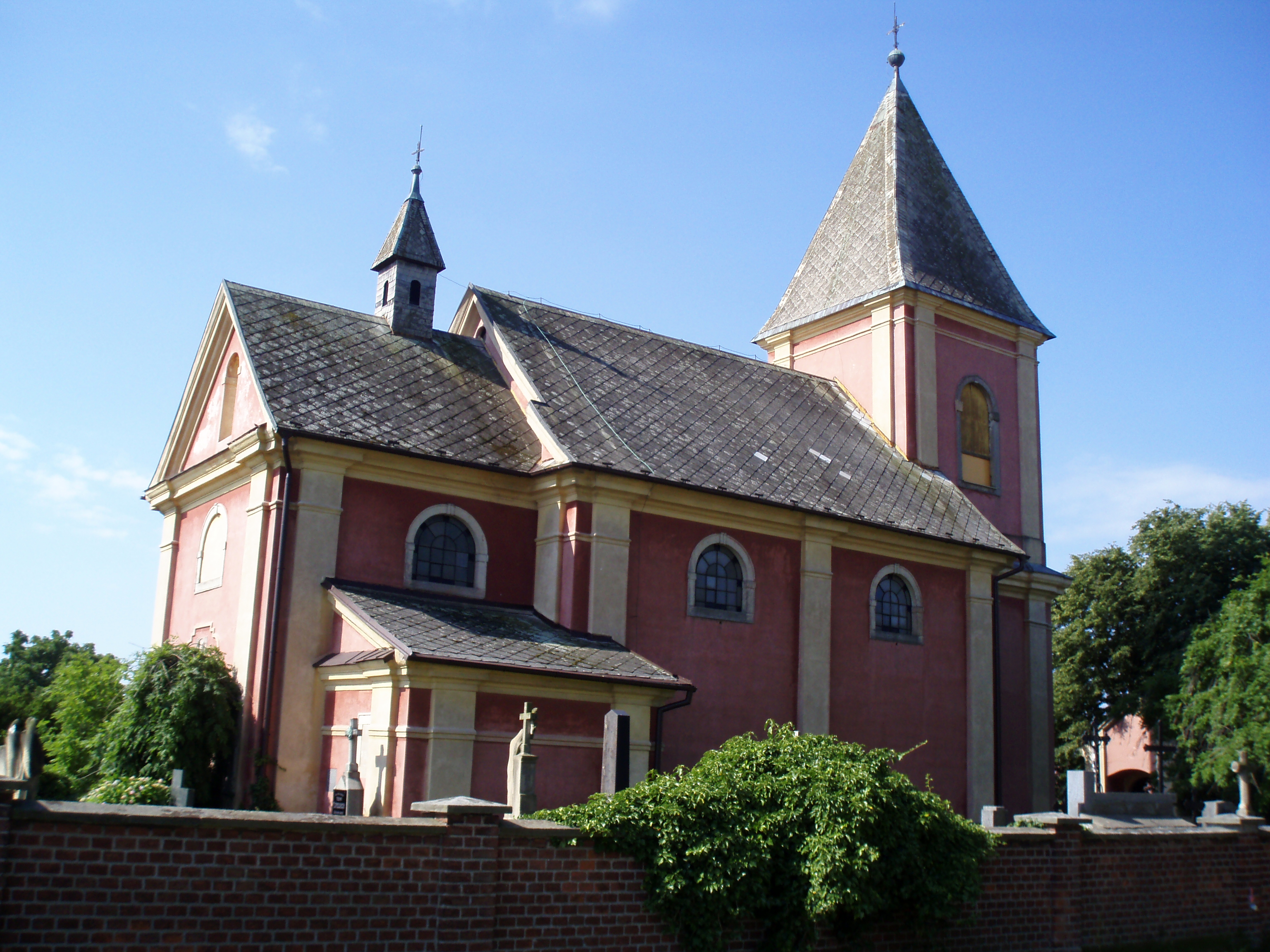
Kościół św. Jerzego

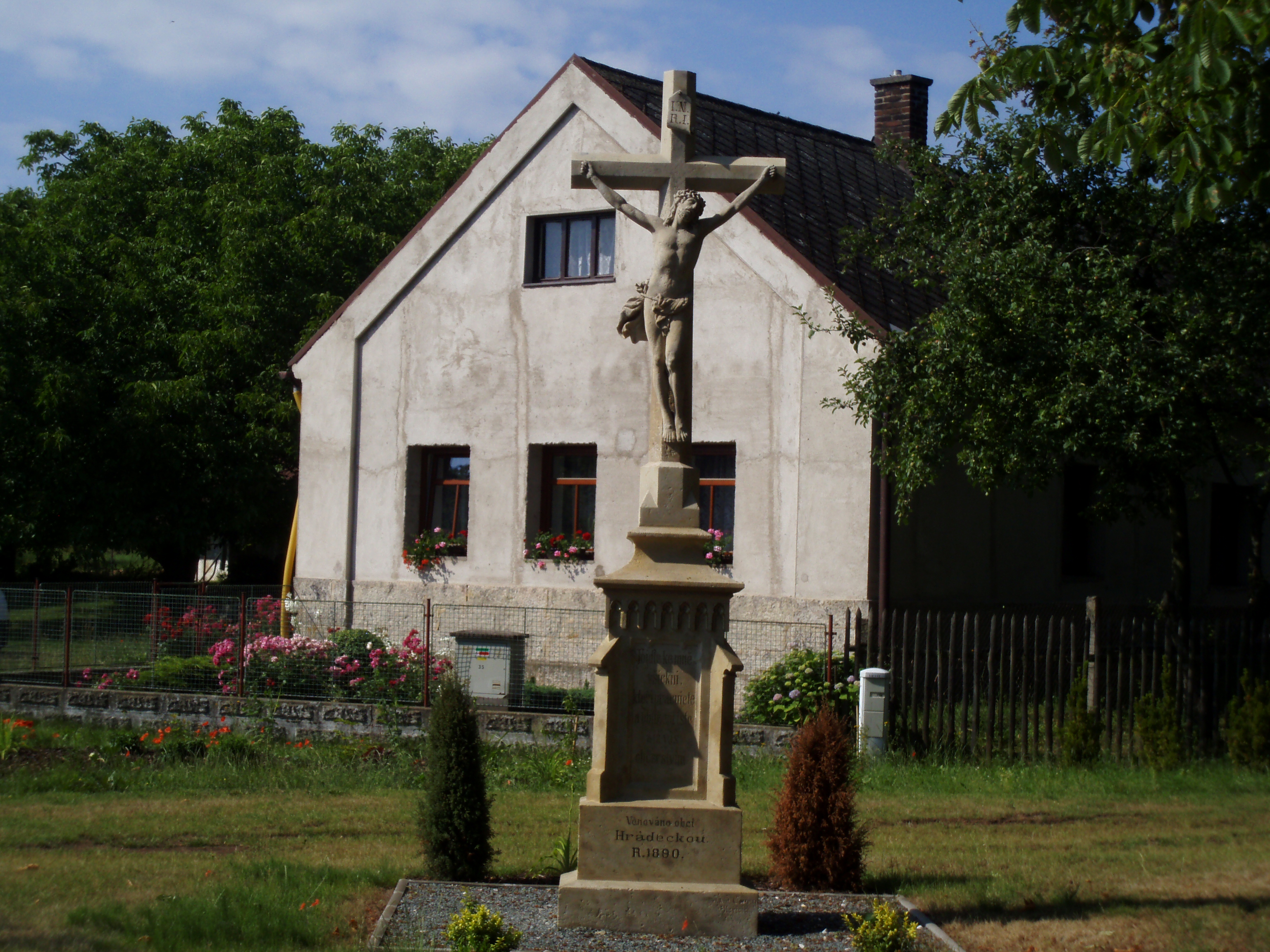
Krzyż

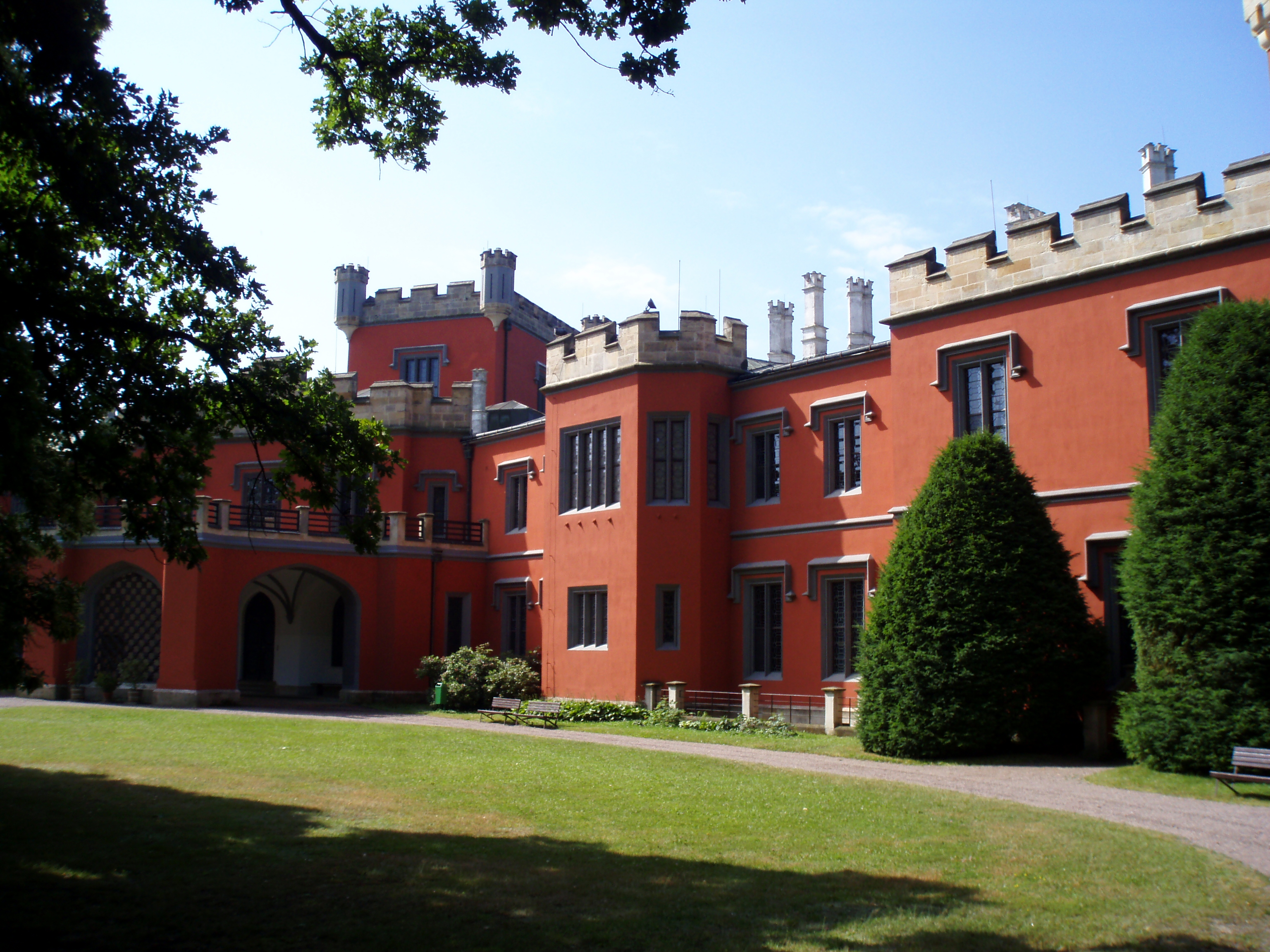
Pałac – letnia rezydencja rodu Harrachów

Hrádek – wieś w Czechach, w kraju hradeckim, w powiecie Hradec Králové, niedaleko miasta Nechanice.

## Historia
Pierwsza wzmianka o wsi jest z 1377 r., ale pierwsza z miejscowych twierdz była wybudowana w VIII czy IX wieku i upadła koło 1528 r.

## Zabytki
- Pałac Hrádek u Nechanic (dzisiaj kataster Lubna, części Nechanic) na miejscu jednej z twierdz hradeckich
- Wczesnobarokowy kościół św. Jerzego z lat 1690–1692 na miejscu gotyckiego, po raz pierwszy wzmiankowanego w 1384 r.
- Pseudogotycka kapliczka